# Pavonia aschersonioides
Pavonia aschersonioides är en malvaväxtart som beskrevs av P.A. Fryxell. Pavonia aschersonioides ingår i släktet påfågelsmalvor, och familjen malvaväxter. Inga underarter finns listade i Catalogue of Life.